# پلیس (فیلم ۱۹۱۶)
پلیس (به انگلیسی: The Police) فیلمی کوتاه و صامت، به کارگردانی چارلی چاپلین با بازی چارلی چاپلین، ادنا پرواینس، وسلی راگلز، لئو وایت، جان راند، فرد گودوینس، بیلی آرمسترانگ، اسناب پالرد، باد جیمیسون، پدی مک‌گوایر، جیمز تی. کلی و جرج کلیثورپ محصول سال ۱۹۱۶ است.

## خلاصه فیلم
در پلیس  برای اولین بار شاهد شوخی با مذهب در فیلم‌های چاپلین هستیم. هنگامی که چارلی از زندان آزاد می‌شود، کشیشی سر راه او قرار می‌گیرد و او را از دزدی منع می‌کند. چاپلین به نصایح او گوش می‌سپارد، ولی بعداً می‌فهمد که کشیش خودش دزد است! اتفاقاً بار دیگر دوباره کشیشی او را نصیحت می‌کند ولی چاپلین که از کشیش قبلی خاطره خوشی ندارد، با او درگیر می‌شود.